# SimCity
SimCity é uma série de jogos de simulação na qual o jogador constrói e administra uma cidade. As cidades construídas possuem características semelhantes às cidades americanas em aspectos culturais e legais nos séculos XX e XXI.
O fim de uma partida, que é a construção de uma cidade, não existe, mesmo que ocupe o mapa inteiro ou passe anos e o mundo continua o mesmo. Mas existem cenários onde o jogador deve administrar uma cidade para resolver determinados problemas, e ele tem um limite de tempo para resolver.
A série foi criada por Will Wright e publicada pela Maxis (que é atualmente uma divisão da Electronic Arts).

## Jogos

### SimCity
SimCity é o primeiro jogo da série, lançado para várias plataformas.

### SimCity 2000
SimCity 2000 é o segundo jogo da série SimCity lançado pela Maxis em 1994. Nele, foram introduzidos gráficos 3D e foi adicionado um novo sistema de zoneamento e o sistema de abastecimento de água

### SimCity 3000
SimCity 3000 (a terceira versão) foi lançada em 1999. Em relação à versão 2000, foi introduzido o controle de lixo, melhor controle no sistema elétrico, agricultura (embora essas eram difíceis de ser fazer nessa versão) e maiores mapas, além de permitir à sua cidade interagir com suas cidades vizinhas, através de acordos comerciais. Também foi adicionado um recurso para colocar construções famosas como o Big Ben, Estátua da Liberade, Casa Branca, Pirâmides Egípcias, Esfinge, Torre Eiffel, World Trade Center, entre outras. Nessa versão, o jogo perdeu uma coisa: os cidadãos não protestam contra a desflorestação, apenas contra a poluição. Mas existem elogios que incentivam o jogador a plantar árvores na cidade. Existem quatro opções de escolha no menu principal: Iniciar nova cidade, Iniciar cidade já construída, Carregar cidade e Interagir numa cidade real.
Nas cidades reais, como Berlim e Madrid, você deve fazer a cidade como manda a regra, salvar a cidade que está quase falida, de atentados terroristas, de desastres ecológicos, entre outras missões, no tempo limite.
Em 2000, a Maxis lançou SimCity 3000 Unlimited - uma versão melhorada do SimCity 3000 que permitia ao utilizador criar as suas cidades em estilo europeu e asiático, além de novos desastres: invasão de pernilongos, poluição tóxica, redemoinho, quedas de OVNIs e outras pequenas adições.
Posteriormente, é lançado o SimCity 3000 World Edition.

### SimCity 4
SimCity 4 é a quarta versão da série SimCity. Possuíndo gráficos em duas e três dimensões, SimCity 4 e a sua expansão, SimCity 4: Rush Hour, que traz como novidade o fato de poder dirigir e fazer missões com carros da polícia, bombeiros, ganhando respeito e dinheiro dos moradores da cidade. Ambos permitem ao jogador o controle de múltiplas cidades que interagem entre si em uma região, além de outras adições de facilidades e estruturas. Além disso, o SimCity 4 introduziu o conceito de dia e noite.

### SimCity Societies
SimCity Societies, título da série da Electronic Arts (EA), foi lançado em 15 de Novembro de 2007. Esta versão não foi assumida pela Maxis, mas sim pela Tilted Mill Entertainment que criou também o Caesar IV.

### SimCity (reboot)
SimCity é o mais recente título para pc da série SimCity que foi lançado no primeiro trimestre de 2013. O jogo voltará a ser desenvolvido pela Maxis, seguindo o estilo do SimCity 4. Por ser um "reboot" da série, ele tambem é conhecido como "SimCity 5".

## Versões portáteis e online

### SimCity iPhone
Uma versão de SimCity 3000, conhecida simplesmente como SimCity, foi lançada em 2008 para iPhone e iPod Touch. Esta versão é uma versão simples do jogo e por isso não tem muitos detalhes vistos na série.

### SimCity Deluxe iPhone
Sucessor de SimCity iPhone, SimCity Deluxe iPhone foi lançado em Julho de 2010 para iPhone, iPod Touch e iPad. SimCity Deluxe iPhone é semelhante ao quarto jogo da série SimCity para desktop, o SimCity 4. Existem algumas novidades, como as quatro estações. Mas também não possui o Modo Deus e o Modo Sim, existente no SimCity 4.

### SimCity Classic
SimCity Classic é um jogo on-line jogador através do navegador.

### SimCity BuildIt
Foi anunciado no dia 10 de setembro de 2014 tanto para smartphones quanto tablets. “Seja você um planejador urbano cuidadoso ou uma poderosa mente estratégica, será possível assumir o controle e se divertir em qualquer lugar a que você vá”, diz o release de imprensa, no clássico jargão publicitário.

### Spin-offs
The Sims
Nesta série de games ao invés de controlar a cidade, você controla seus moradores, os Sims.
Ver artigo principal: The Sims